# Mafille Woedikou
Afi Apeafa Woedikou, connue sous le nom de Mafille Woedikou, née le 15 juillet 1994 à Lomé, est une footballeuse internationale togolaise qui joue au poste d'attaquante pour le Thonon Évian GGFC.

## Carrière

### En club
Woedikou joue pour l'Athlèta FC au Togo. En 2018-2019, elle est élue meilleure joueuse du championnat du Togo. Elle rejoint ensuite l'Europe et la France et s'engage pour l'ES Trois Cités Poitiers, l'AJ Auxerre, puis le FF Yzeure Allier Auvergne, avec qui elle atteint la finale de la coupe de France 2021-2022,. En 2022, elle signe au RC Strasbourg. La saison suivante, elle reste en D2 française sous les couleurs du FC Nantes.

### En équipe nationale
Woedikou est sélectionnée lors des qualifications pour la Coupe d'Afrique des Nations 2022. Après s'être qualifiée avec les Éperviers, elle inscrit deux buts lors de la compétition.